# Club Deportivo Juventud Independiente
Maillots
Le CD Juventud Independiente est un club de football salvadorien fondé le 7 septembre 1943, basé à Opico, dans le Département de La Libertad.
Le club évolue en première division de 2008 à 2009, puis à compter de 2011.

## Palmarès
- Championnat du Salvador de D2
  - Champion : 2008, 2011